# Zarina Bhimji

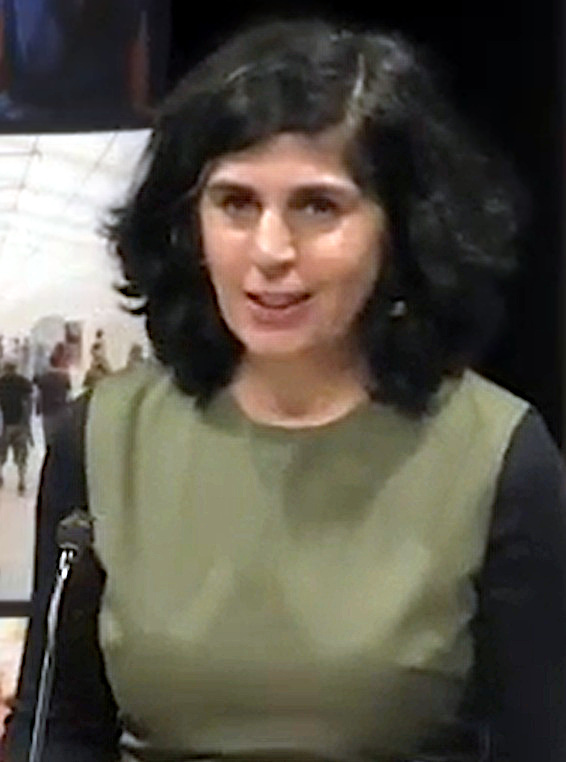
Zarina Bhimji (2019)

Zarina Bhimji (* 1963 in Mbarara, Uganda) ist eine indischstämmige, britische Künstlerin.
Die Tochter indischer Einwanderer in Uganda emigrierte 1974 mit ihrer Familie nach der Vertreibung durch Idi Amin nach Großbritannien. Sie studierte von 1983 bis 1986 am Goldsmiths College und 1988 bis 1989 an der Slade School of Fine Art.

## Werke
In ihren Installationen aus großformatigen Farbfotos und Leuchtkästen thematisiert sie insbesondere Entwurzelung und Exilerfahrungen. 1995 entstand im Auftrag des Public Art Development Trust die Installation Listen to the Room für das Londoner Charity Cross Hospital. In Räumen, die überwiegend vom Krankenhauspersonal genutzt werden, sind sachliche Detailansichten von sezierten menschlichen Körperteilen zu sehen, im Patientenbereich finden sich phantasievolle Fotografien mit Blüten, Ornamenten und Tieren.
Auf der Kasseler Documenta11 2002 wurde ihre Arbeit The Wall Brooded ausgestellt, die sich mit dem ugandischen Terrorregime unter Idi Amin befasst.

## Auszeichnungen
- 2024: Roswitha Haftmann-Preis
- 2007: nominiert für den Turner Prize